# Premio Adams
El Premio Adams es otorgado cada año por la Facultad de Matemáticas de la Universidad de Cambridge y Colegio San Juan a un joven matemático del Reino Unido para la investigación internacional de primera clase en las ciencias matemáticas. 
El premio lleva el nombre del matemático John Couch Adams. Fue fundado por los miembros del Colegio San Juan y fue aprobado por el senado de la universidad en 1848 para conmemorar el descubrimiento de Adams del planeta Neptuno. Originalmente abierto solo a los graduados de Cambridge, la estipulación actual es que el matemático debe residir en el Reino Unido y debe tener menos de cuarenta años de edad. A partir de 2012 el Premio Adams es un valor aproximado de £ 14.000. El premio se otorga en tres partes. El primer tercio se paga directamente al candidato; otro tercio se paga a la institución del candidato para financiar gastos de investigación; y el tercio final se paga a la publicación de un documento en el campo de estudio del ganador en una importante revista de matemáticas.
El tema para el premio 2013 y 2014 será geometría algebraica.